# Яхно, Эндрю
Эндрю Яхно (англ. Andrew Jachno; род. 13 апреля 1962) — австралийский легкоатлет, специалист по спортивной ходьбе. Выступал на профессиональном уровне в 1983—1992 годах, обладатель бронзовой медали Всемирной Универсиады, серебряный призёр Игр Содружества, чемпион Австралии на дистанциях 20 и 50 км, участник трёх летних Олимпийских игр.

## Биография
Эндрю Яхно родился 13 апреля 1962 года. Занимался лёгкой атлетикой в Мельбурне в клубе Essendon-EMH.
Впервые заявил о себе на международном уровне в сезоне 1983 года, когда вошёл в состав австралийской сборной и выступил на Кубке мира по спортивной ходьбе в Бергене, где в личном зачёте 20 км занял 18-е место.
В 1984 году выиграл чемпионат Австралии в ходьбе на 50 км. Благодаря череде успешных выступлений удостоился права защищать честь страны на летних Олимпийских играх в Лос-Анджелесе — в программе 50 км сошёл с дистанции, не показав никакого результата.
Будучи студентом, в 1985 году представлял Австралию на Всемирной Универсиаде в Кобе, где в ходьбе на 20 км занял 15-е место. На Кубке мира в Сент-Джонсе в той же дисциплине стал 27-м.
В 1987 году в ходьбе на 5000 метров показал 15-й результат на чемпионате мира в помещении в Индианаполисе. Также в этом сезоне в дисциплине 20 км финишировал четвёртым на Всемирной Универсиаде в Загребе, 37-м на Кубке мира в Нью-Йорке, 12-м на чемпионате мира в Риме.
Принимал участие в Олимпийских играх 1988 года в Сеуле — на дистанциях 20 и 50 км занял 28-е и 19-е места соответственно. Во втором случае установил свой личный рекорд — 3:53:23.
В 1989 году в 5000-метровой дисциплине стал восьмым на чемпионате мира в помещении в Будапеште. В ходьбе на 20 км занял 65-е место на Кубке мира в Оспиталете, завоевал бронзовую награду на Всемирной Универсиаде в Дуйсбурге.
В 1990 году выиграл чемпионат Австралии в дисциплине 20 км, получил серебро на Играх Содружества в Окленде, был седьмым на Играх доброй воли в Сиэтле. На домашнем старте в Брисбене превзошёл всех соперников и установил личный рекорд на дистанции 20 км — 1:20:43.
В 1991 году в ходьбе на 5000 метров стал финалистом чемпионата мира в помещении в Севилье, в ходьбе на 20 км занял 59-е место на Кубке мира в Сан-Хосе.
На Олимпийских играх 1992 года в Барселоне в программе 20 км с результатом 1:36:49 занял 31-е место. По окончании барселонской Олимпиады завершил спортивную карьеру.